# علی خسروی
علی خسروی (زادهٔ ۱۳۴۰) داور بین‌المللی فوتبال و عضو سابق کمیتهٔ داوران فدراسیون فوتبال ایران است.

## زندگی
خسروی از سال ۱۳۶۰ وارد حرفهٔ داوری شد. او که از داورهای قدیمی فوتبال ایران محسوب می‌شود، در دورهٔ بیش از سی سال قضاوت خود، رقابت‌های جام جهانی جوانان نیجریه و فینال جام در جام باشگاه‌های آسیا تایلند در سال ۱۹۹۹، جام ملت‌های آسیا ۲۰۰۰ لبنان، بازی‌های المپیک تابستانی ۲۰۰۴ و فینال لیگ قهرمانان آسیا ۲۰۰۴ در جده عربستان را قضاوت کرده است. خسروی سابقهٔ ریاست ادارات ورزش مناطق یک و پانزده شهرداری تهران، مشاور شهردار منطقه یک، مسئول انجمن فوتبال و فوتسال شهرداری، رئیس کارگروه رسانه سازمان ورزش شهرداری را دارد. خسروی در مرداد ۱۳۹۷ به عنوان مشاور امور فدراسیون‌ها و هیئت‌های ورزشی سازمان ورزش شهرداری تهران منصوب شد.
او همچنین مرتباً در رسانه‌های گوناگون به کارشناسی داوری مسابقات مهم می‌پردازد.